# Всероссийский съезд русских людей
Всероссийский съезд русских людей — периодические совещательные собрания русских монархических, черносотенных организаций, в период после революции 1905 года в России.
Решения Всероссийских съездов русских людей носили только рекомендательный характер.

## Хроника съездов
- I Всероссийский съезд русских людей в Санкт-Петербурге 8—12 февраля 1906

Организатором выступило Русское собрание и поэтому первоначально съезд назывался Всероссийский съезд Русского собрания.
- II Всероссийский съезд русских людей в Москве 6—12 апреля 1906. Организатором был Всенародный Русский Союз, объединявший все монархические союзы Москвы.

Председателем съезда был А. Г. Щербатов.
- III Всероссийский съезд русских людей в Киеве 1—7 октября 1906

Почётным председателем избран Б. М. Юзефович. Съезд избрал трех рабочих председателей — председателя Главного Совета Союз русского народа А. И. Дубровина, председателя Совета Русского Собрания князя М. Л. Шаховского и председателя Русской монархической партии В. А. Грингмута. Из представителей этих трех монархических союзов съезд учредил специальный орган — Главную Управу Объединенного Русского Народа — для координации между съездами. По результатам съезда была написана икона Покрова «Монархическая».
Из 166 делегатов съезда 67 человек представляли Союз русского народа, фактически делегатов от СРН было больше, так как Курская Народная партия порядка, Астраханская Народно-монархическая партия и др. контролировались СРН.
- IV Всероссийский съезд русских людей в Москве в Успенском соборе 26 апреля—1 мая 1907[3]

К этому времени Союз русского народа полностью доминирует в монархическом движении, он имеет более 900 отделений и большинство делегатов Четвертого съезда составляли его сторонники. Съезд принял решение, что, «ввиду преобладающего значения Союза Русского Народа, Союзу этому предоставляется забота о возможном объединении остальных монархических организаций».
Столь быстрое увеличения численности и влияния Союза русского народа объяснялось тем что это была всесословная, всенародная организация, Союз был слепком с социальной структуры российского общества. Успехи Союза объяснялись также тем, что Союз пользовался широкой поддержкой духовенства.
- Всероссийский съезд русских людей в Москве 27 сентября — 4 октября 1909[4][5]

«Восторговский» Съезд. Съезд был созван в канун раскола Союза Русского Народа (СРН) и замышлялся организаторами как объединительный форум.
- Всероссийский съезд русских людей в Москве 21 ноября — 1 декабря 1911

Почётным председателем съезда был епископ Серафим (Чичагов). В период после четвертого съезда в наиболее массовой организации монархистов — Союзе русского народа разразилась внутренняя борьба. Съезд должен был способствовать объединению всех крайне правых политических сил, но лишь закрепил раскол в их рядах — Союз русского народа съезд проигнорировал.
- V Всероссийский съезд русских людей в Санкт-Петербурге 16—20 мая 1912 года

Принял решение об объединении всех правых союзов.
В 1913 году Святейший правительствующий синод запретил священнослужителям заниматься политической деятельностью и Всероссийских съездов русских людей больше не проводилось.